# Baorangia bicolor
Bolet bicolore
Espèce
Synonymes
- Baorangia rubelloides G. Wu, Halling & Zhu L. Yang[1]
- Boletus bicolor Peck.[1]
- Boletus rubellus subsp. bicolor (Kuntze) Singer[1]
- Ceriomyces bicolor (Kuntze) Murrill[1]
- Suillus bicolor Kuntze[1]
- Xerocomus bicolor (Kuntze) Cetto[1]

Baorangia bicolor, communément appelé Bolet bicolore, est une espèce de champignons basidiomycètes de la famille des Boletaceae. Il doit son nom à sa coloration partagée entre le jaune vif et le rouge vineux. Il fait partie du groupe des bolets dont la chair devient bleue lorsqu'elle est froissée ou coupée, bien que ce phénomène soit moins rapide que chez d'autres espèces. Il pousse au pied des feuillus, dans l'est de l'Amérique du Nord, ainsi qu'en Chine et au Népal. C'est un champignon comestible très apprécié, mais qui peut provoquer des troubles digestifs chez certains individus et qui doit toujours être bien cuit.

## Taxinomie
L'espèce est décrite pour la première fois en 1872 comme Boletus bicolor par Charles Horton Peck à partir d'un spécimen collecté dans l'État de New York. Bien que la plupart des ouvrages du XXe siècle reprennent ce nom, il est illégitime selon les règles du Code international de nomenclature pour les algues, les champignons et les plantes. Il a en effet été utilisé en 1807 par le botaniste italien Giuseppe Raddi pour une espèce récoltée près de Florence, qui n'a jamais été revue depuis. C'est donc Suillus bicolor nommé par Otto Kuntze en 1898 et correspondant à l'espèce décrite par Peck qui est reconnu comme basionyme. L'épithète spécifique bicolor est en effet valide dans ce cas, puisque accolée à un autre genre. En 1909, une troisième espèce découverte à Singapour, différente des précédentes, est nommée Boletus bicolor George Edward Massee (en). Elle est également illégitime et renommée Boletochaete bicolor par Rolf Singer en 1986.
En 2015, une équipe de mycologues chinois propose la création d'un nouveau genre de Boletaceae, Baorangia. En chinois, Bao signifie « fin » et rang « hyménium », car ces bolets se distinguent par la finesse de leur hyménophore. Les auteurs demandent de renommer le bolet bicolore en Baorangia rubelloides pour régler le conflit taxinomique lié à l'épithète bicolor, mais cette proposition n'est pas retenue.

## Description

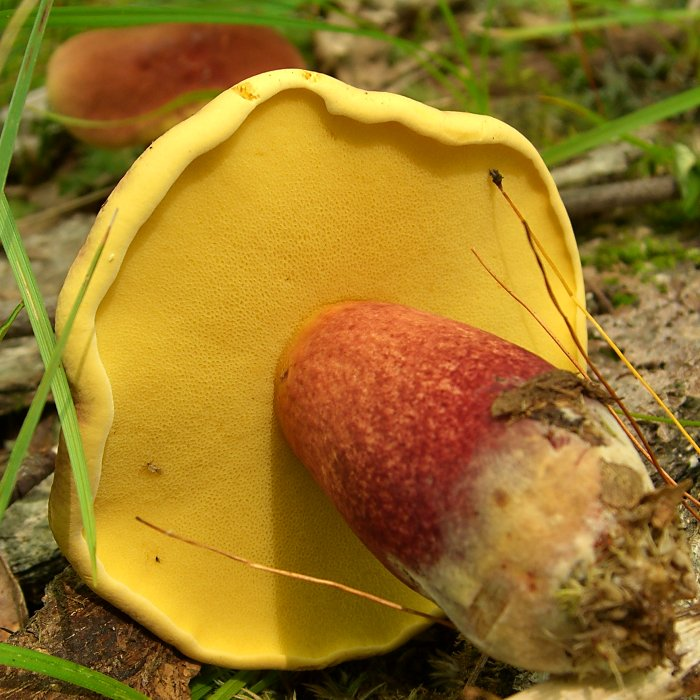
Les pores du bolet bicolore sont jaune vif et presque invisibles.

Comme son nom l'indique, le Bolet bicolore est entièrement teinté de jaune et de rouge. C'est un champignon à la silhouette plutôt trapue, dont le chapeau mesure entre 4 et 15 cm de diamètre et le pied de 5 à 10 cm de long pour 1 à 3 cm d'épaisseur. Dans le jeune âge, le chapeau est convexe, finement velouté et rouge vineux. Il s'étale en vieillissant, devient lisse et se décolore parfois pour prendre une teinte jaune rosé. Les tubes sont d'abord jaunes puis jaune olivâtre et plus courts que la plupart des bolets. Ils sont adnés, puis échancrés, et leurs pores sont si petits qu'on les distingue difficilement chez les jeunes spécimens. Ils sont concolores aux tubes et bleuissent au froissement. Le stipe est souvent clavé vers la base, plein et glabre. Il est rouge vineux teinté de jaune vers l'apex. La chair est jaune pâle, plus foncée dans le pied, et elle bleuit lentement à la coupe (mais plus faiblement que les pores). Sa saveur est douce et son odeur indistincte. La sporée est brun olive.

## Distribution et habitat

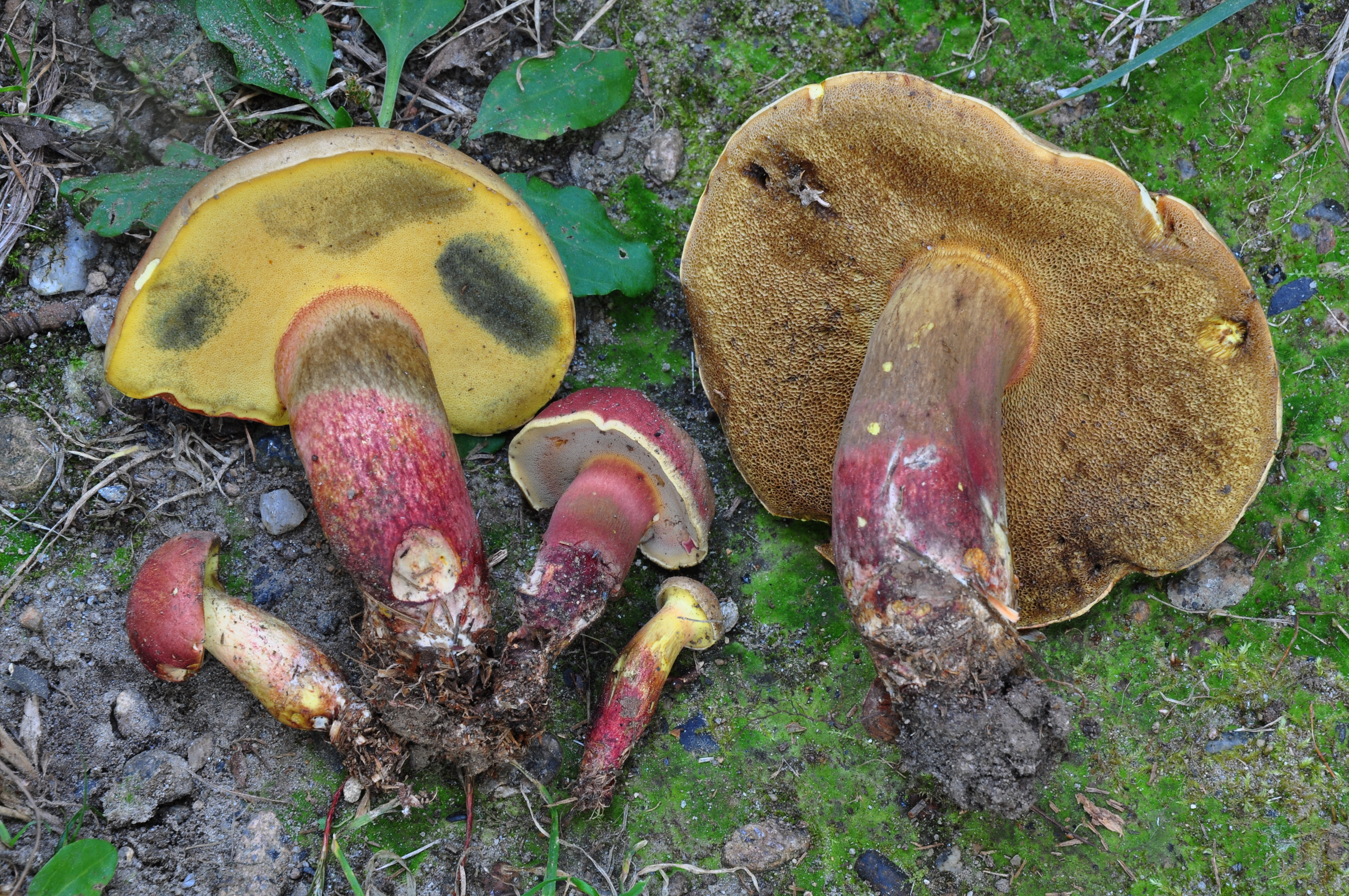
Spécimens de différents âges. On remarque notamment les pores jaunes (qui bleuissent au toucher) virant à l'olivâtre à maturité.

Le Bolet bicolore est présent en Amérique du Nord, où sa zone de distribution s'étend du sud-est du Canada et de la région des Grands Lacs, principalement à l'est des montagnes Rocheuses, jusqu'en Floride au sud, et dans le Midwest jusqu'au Wisconsin. On le rencontre également en Chine et au Népal. Cette distribution qui semble illogique est en réalité un phénomène observé pour de nombreuses plantes et animaux, et connue sous le nom de « disjonction d'Asa Gray ». Des fragments similaires de vestiges de flore tertiaire  sont ainsi retrouvés à la fois dans l'est de l'Amérique du Nord et en Asie de l'Est.
C'est une espèce mycorhizienne que l'on trouve principalement au pied des chênes et des hêtres. Au Québec, sa saison de fructification s'étend de juin à septembre et se concentre entre la mi-juillet et la mi-août. Il est occasionnel, bien que plus fréquent dans le sud de la province.

## Comestibilité
Le bolet bicolore est un excellent comestible, qui peut toutefois causer des troubles digestifs chez certaines personnes, surtout s'il n'est pas suffisamment cuit. Sa chair est à la fois ferme et tendre, et son parfum est marqué par des effluves salés et épicés qui rappellent le bouillon de poulet ou le curry.